# Karbazid
U hemiji, karbazid je funkcionalna grupa sa opštom formulom RNH-NH(C=O)NH-NHR. Karbazidi se mogu izvesti kondenzacijom ugljene kiseline sa hidrazinom. Karbohidrazid je najjednostavniji karbazid. Još jedan jednostavan karbazid je difenilkarbazid, koji se koristi kao analitički reagens. Sumporni analog se naziva tiokarbazid. Primer jedinjenja iz ove grupe je tiokarbohidrazid.

## Karbazon
Karbazone je parcijalno oksidovani karbazin sa opštom formulom R=NNH(C=O)NH-NHR. Sumporni analog se naziva tiokarbazon. Ditizon je primer tiokarbazona.